# SnRNP

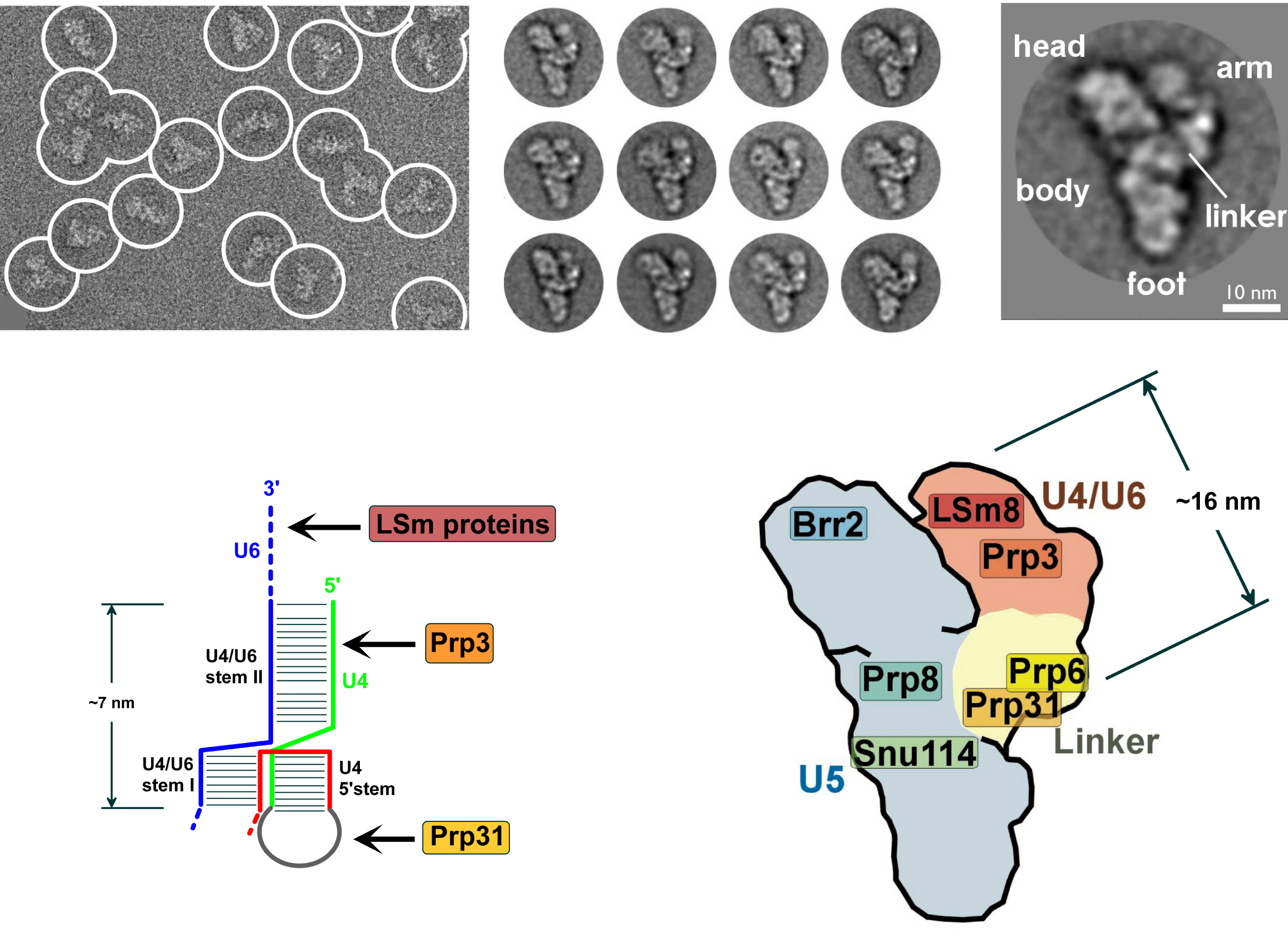
Elektronové mikrofotografie spliceozomů kvasinek; v pravém dolním rohu je vyznačena stavba takového spliceozomu (s jednotlivými snRNP v různých barvách)

snRNP („malý jaderný ribonukleoprotein“ – z angl. small nuclear ribonucleoprotein) je označení pro významnou skupinu jaderných ribonukleoproteinů. Jedná se o komplexy snRNA s několika bílkovinnými podjednotkami. Kombinací několika snRNP dále vzniká spliceozom, molekulární mašinérie schopná provádět sestřih RNA (splicing). Jednotlivé snRNP dosahují velikostí kolem 250 kDa a pojmenovávají se podle snRNA, kterou obsahují: například U4/U6 snRNP obsahuje U4 a U6 snRNA.
Bylo pozorováno, že pacienti se systémovým lupus erythematodes mají protilátky proti vlastním snRNP.